# Maurice Diot
Maurice Diot (Parigi, 13 giugno 1922 – Migennes, 4 marzo 1972) è stato un ciclista su strada francese.
Professionista dal 1946 al 1958, vinse una Parigi-Bruxelles e una tappa al Tour de France.

## Carriera
Divenne corridore professionista nel 1946 con la Mercier-Hutchinson, formazione con cui gareggiò fino al 1953. Ottenne alcune vittorie prestigiose, tra cui quelle in una tappa alla Parigi-Nizza 1946, una tappa al Tour de France 1947 e la Parigi-Bruxelles 1949. Nel 1951 vinse anche la Parigi-Brest-Parigi, una gara di 1200 km, col tempo record di 38h36'42".
Su di lui si racconta un aneddoto: nella Parigi-Roubaix 1950, nella quale arrivò secondo alle spalle di Fausto Coppi, tagliando il traguardo alzò le braccia al cielo come se avesse vinto. Quando gli venne chiesto il motivo del gesto, lui rispose: «Ho vinto la Roubaix. Coppi era fuori concorso». Fu anche secondo alla Liegi-Bastogne-Liegi 1953.
Nel 1954 vinse due tappe al Giro d'Europa. Si ritirò dalle corse nel 1958, dopo aver ottenuto 24 vittorie in dodici anni da professionista. Fu soprannominato "Le teigneux" ("il tignoso") per la sua caparbietà.
Morì nel 1972, neanche cinquantenne, investito da un'automobile davanti alla sua casa.

## Palmarès
- 1946

Grand Prix de Nouan-le-Fuzelier
2ª tappa Tour de la Manche
Classifica generale Tour de la Manche
5ª tappa Parigi-Nizza (Marsiglia > Nizza)
- 1947

20ª tappa Tour de France (Saint-Brieuc > Caen)
Grand Prix d'Espéraza
- 1948

Grand Prix de Nouan-le-Fuzelier
4ª tappa Tour de l'Ouest
- 1949

Parigi-Bruxelles
2ª tappa Parigi-Saint-Étienne
Circuit de la Vienne
- 1950

Circuit de la Vienne
Grand Prix Catox
Circuit des Boucles de la Seine
1ª tappa Les Boucles de la Gartempe
- 1951

Parigi-Brest-Parigi
- 1952

GP Pneumatique
- 1954

Tour du Loiret
2ª tappa Giro d'Europa (Namur)
7ª tappa Giro d'Europa (Innsbruck)

## Piazzamenti

### Grandi Giri
- Tour de France

1947: 49º
1948: ritirato
1949: ritirato
1951: ritirato
1953: 60º
1955: ritirato

### Classiche monumento
- Giro delle Fiandre

1948: 24º
1949: 9º
1950: 4º
1952: 25º
- Parigi-Roubaix

1947: 11º
1949: 59º
1950: 2º
1951: 9º
1953: 26º
1955: 44º
- Liegi-Bastogne-Liegi

1953: 2º
- Giro di Lombardia

1947: 19º
1949: 42º
1953: 66º

### Competizioni mondiali
- Campionati del mondo

Copenaghen 1949 - In linea: 10º
Moorslede 1950 - In linea: ritirato